# Stefano Colagè
Stefano Colagè, nacido el 8 de julio de 1962 en Canino, es un exciclista profesional italiano. Fue profesional entre 1985 y 1998 ininterrumpidamente.

## Palmarés
| 1985 - 2.º en el Campeonato de Italia en Ruta 1986 - Tour de Umbría 1989 - Tour de Umbría 1991 - 1 etapa de la Vuelta a Suiza 1992 - Coppa Agostoni - 1 etapa de la Tirreno-Adriático - Vuelta al Etna | 1993 - 1 etapa de la Vuelta al Táchira 1995 - Tirreno-Adriático, más 1 etapa - Gran Premio de Lugano - Vuelta al Etna - Trofeo Pantalica 1996 - Criterium de los Abruzzos 1998 - Trofeo Pantalica |

## Resultados en las grandes vueltas
| Carrera         | 1985 | 1986 | 1987 | 1988 | 1989 | 1990 | 1991 | 1992 | 1993 | 1994 | 1995  | 1996 | 1997 | 1998 |
| --------------- | ---- | ---- | ---- | ---- | ---- | ---- | ---- | ---- | ---- | ---- | ----- | ---- | ---- | ---- |
| Giro de Italia  | Ab.  | 13.º | Ab.  | Ab.  | -    | Ab.  | Ab.  | Ab.  | 87.º | -    | -     | -    | -    | -    |
| Tour de Francia | -    | -    | -    | -    | -    | -    | -    | -    | 60.º | Ab.  | 106.º | Ab.  | -    | -    |
| Vuelta a España | -    | -    | -    | Ab.  | 79.º | -    | -    | -    | -    | -    | -     | -    | 53.º | -    |
| Mundial en Ruta | -    | 86.º | -    | 14.º | -    | -    | -    | -    | -    | -    | -     | -    | -    | -    |

-: no participa

Ab.: abandono